# Brunforte
I Brunforte furono un'antica nobile famiglia marchigiana di tradizione ghibellina, giunta in Italia al seguito dei Carolingi. Furono feudatari di Sarnano, con terreni e possedimenti a San Ginesio, Loro Piceno e Massa Fermana. Un ramo della famiglia si stabilì nel XIII secolo ad Arcevia. Famiglia estinta. La famiglia Brunforte dà il nome ad un vino e ad un hotel.

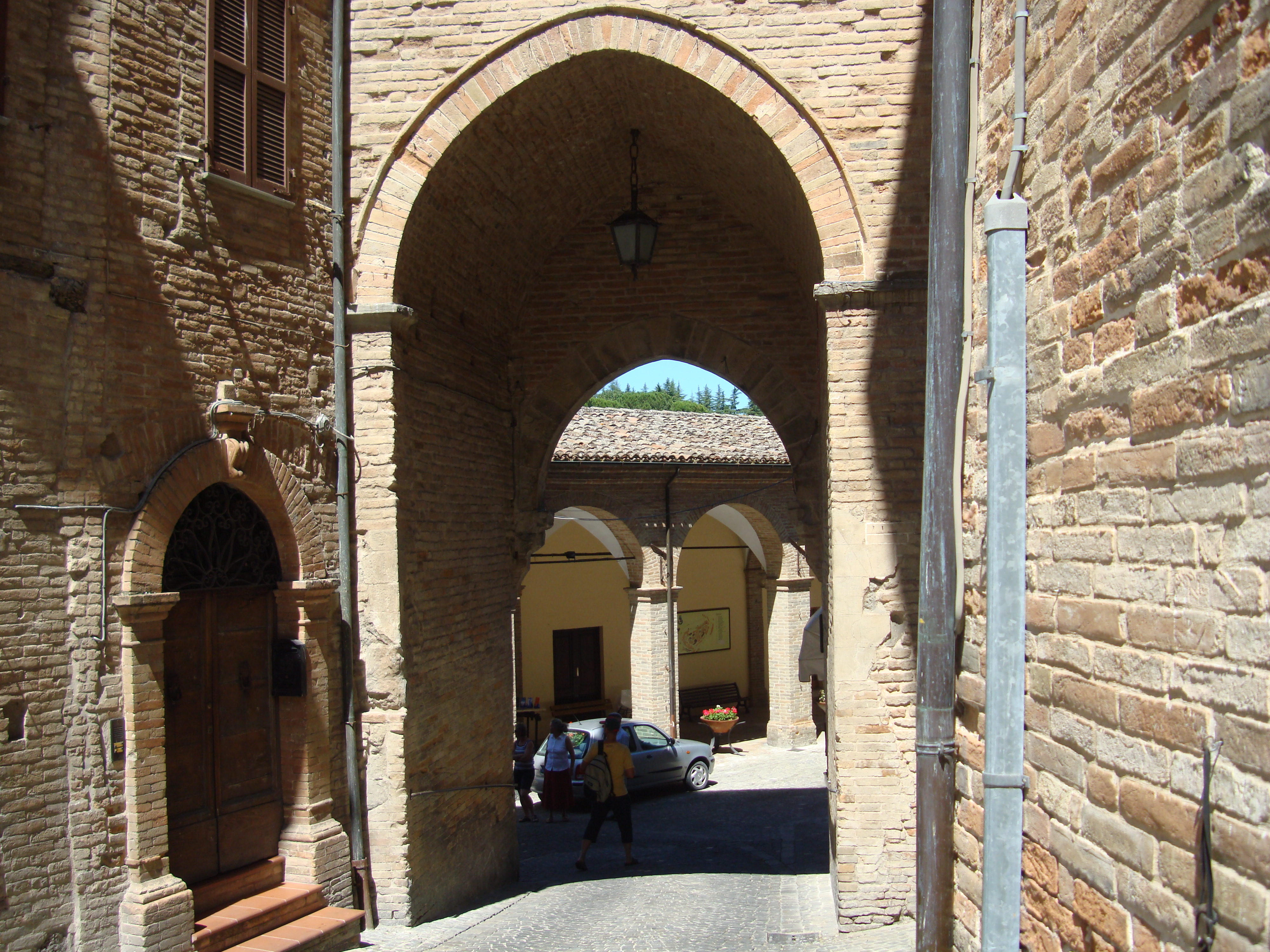
Sarnano, Porta Brunforte

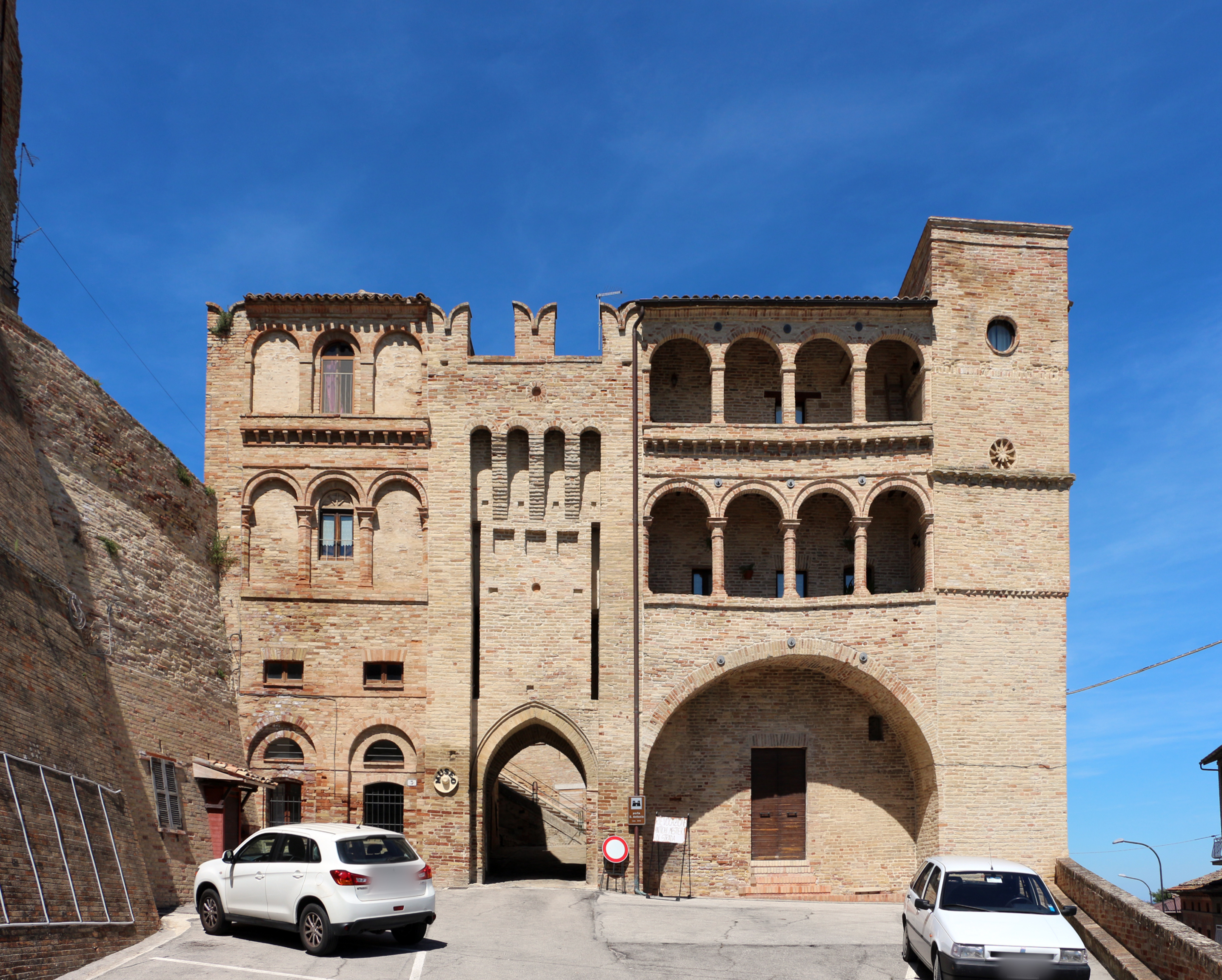
Massa Fermana, Porta Sant'Antonio e Rocca Brunforte

## Storia
La storia principale dei Brunforte inizia nel XIII secolo con Fidesmido da Mogliano, che assoggettò i signori del Castello di Malvicino entrando in possesso dei territori tra Sarnano e Gualdo. Già Fidesmido era a capo di altri terreni distribuiti a Loro Piceno e lungo il corso del Chienti e del Tenna. Suo figlio Bonconte si sposò con la nobile Monaldesca di Trasmondo di Sant'Angelo in Pontano e da questa relazione nacque Rinaldo, conosciuto anche come Rinaldo il Grande. Il 2 dicembre 1244 Fidesmido divise il suo territorio: il figlio Ruggero si stabilì a Mogliano, mentre il nipote Rinaldo nei pressi di Sarnano, diventando così capostipite della famiglia. Rinaldo fu per l'imperatore Federico II uno dei più fedeli alleati ghibellini della Marca anche se, quando la potenza ghibellina vacillò, si alleò temporaneamente con lo Stato Pontificio. I discendenti diedero vita a nuove famiglie e nuove denominazioni, come i Da Loro, da cui deriva Liberato da Loro, e i Da Monteverde.

### L'indipendenza di Sarnano
Nel 1264 Papa Urbano IV inviò nella Marca il Cardinale Simone Paltanieri ad intimare Rinaldo di presentarsi a Roma per la scomunica e la perdita dei territori come sanzione per aver avallato la causa imperiale, ma Rinaldo non si presentò. Così il 1º giugno 1265 il Cardinale svincolò gli abitanti di Sarnano dalla soggezione dei signori di Brunforte. L'anno dopo la politica della Chiesa cambiò e il legato pontificio, Fulcone di Poggio Ricardo, restituì Sarnano ai Brunforte senza però annullare il precedente provvedimento emanato da Paltanieri: questa scelta causò uno scontro tra Rinaldo e gli abitanti, che terminerà solo il 19 giugno 1281, quando su suggerimento di Fulcone, i sarnanesi e Rinaldo decisero di patteggiare affidando la soluzione della disputa a due abati: Giovanni dell’Abbazia dei Santi Vincenzo e Anastasio di Amandola e Mauro dell'Abbazia di Piobbico. Il 23 giugno 1282 venne emanato il verdetto che vide i Brunforte costretti a riconoscere l'indipendenza di Sarnano. Il 14 luglio l'accordo viene firmato da quattro notai e il 23 novembre Rinaldo (che nel frattempo era stato eletto podestà a Pisa) autorizzò i suoi figli a concedere la libertà a tutti i vassalli, compresi gli abitanti di Sarnano.

### Le problematiche con San Ginesio
Il territorio dei Brunforte si distribuiva in numerosi terreni, arrivando a toccare anche San Ginesio e Massa Fermana: fu proprio i possedimenti territoriali a mettere la famiglia contro numerosi nemici, tra cui San Ginesio. I terreni della famiglia erano minacciati dall'espansione ginesina che rivendicava alcuni territori e dall'autonomia che si stava instaurando a Sarnano. Approfittando della mancata presenza a Roma di Rinaldo e dei provvedimenti, nel 1265 San Ginesio decise di attaccare il castello di Roccacolonnalta e con l'intervento del Pantanieri il castello venne posto sotto il controllo di San Ginesio. Lo stato belligerante durò fino al 1272, quando venne riconfermato il dominio dei Brunforte. Nel 1330 Ottaviano Brunforte vendette il castello a San Ginesio, che comprò anche l'Eremo di San Liberato.

## Esponenti illustri
- Rinaldo Brunforte o Rainaldo (1250?-1282), politico[10] e primo esponente della famiglia[11]
- Gualtiero Brunforte (XIII secolo), primogenito di Rinaldo, politico a Pisa[12]
- Ugolino Brunforte (1262 ca.-1348 ca.), figlio di Rinaldo, frate minore e cronista, conosciuto come autore dei Fioretti o Fioretti di San Francesco[13]
- Ottaviano Brunforte (XIII secolo), rettore della Campagna e Marittima nel 1290[14]
- Villanuccio Brunforte (1320-1387), condottiero[15]
- Bellafiore Brunforte (XIV secolo), figlia di Gualtiero, sposò Berardo II da Varano signore di Camerino
- Federico Brunforte (?-1420), condottiero detto "l'Ungaro",[16] nipote di Villanuccio

## Proprietà
I beni e le proprietà della famiglia Brunforte sono giunti fino ai giorni nostri, infatti la casata raggiunse numerosi comuni marchigiani. Tra i beni ricordiamo il Castello Brunforte a Loro Piceno, il Castello di Roccacolonnalta e l'eremo di San Liberato a San Ginesio, il mulino Brunforte a Gualdo e Rocca Brunforte a Massa Fermana.

## Arma
D'azzurro al drago d'oro linguato di rosso.